# Les Chroniques du 75
 (novembre 2009).
Si vous disposez d'ouvrages ou d'articles de référence ou si vous connaissez des sites web de qualité traitant du thème abordé ici, merci de compléter l'article en donnant les références utiles à sa vérifiabilité et en les liant à la section « Notes et références ».
Albums de Sexion d'Assaut
Le Renouveau
(2008) L'Écrasement de tête
(2009)
Singles
Les Chroniques Du 75 est une Mixtape publiée sur internet seulement du groupe de rap hip-hop Sexion d'Assaut, publiée le 5 janvier 2009 produit par le label Wati B, quatre mois avant la sortie de l'album L'Écrasement de tête. Cet album fut publié gratuitement sur Internet et a été téléchargé plus de 30 000 fois[réf. nécessaire]. Sur l'album figurent également certains titres anciens, repris par le groupe. Le volume 2 est sorti en 2011.

## Liste des morceaux
| 1.  | Intro                           | Maitre Gims                                      | 1:03 |
| 2.  | Ah ouais paraît que j'suis doué | Maitre Gims - Lefa - JR O Crom - Black M - Adams | 5:31 |
| 3.  | T'es le seul à rien foutre      | Lefa                                             | 3:00 |
| 4.  | Parigo                          | Maitre Gims - Black M                            | 3:55 |
| 5.  | À 30 %                          | Maitre Gims                                      | 6:47 |
| 6.  | La dégaine de l'homme           | JR O Crom                                        | 1:13 |
| 7.  | Arrête de te plaindre           | Maitre Gims - Lefa - Adams - Maska - JR O Crom   | 3:50 |
| 8.  | 100 mesures à l'arrache         | Adams                                            | 5:13 |
| 9.  | Ligne 4                         | JR O Crom - Black M - Maitre Gims                | 5:21 |
| 10. | Les chroniques du mystère       | Black M                                          | 8:54 |
| 11. | Où sont les kickeurs            | Adams - Lefa - Black M                           | 4:25 |
| 12. | L'appel d'air                   | Maska                                            | 3:57 |
| 13. | De quoi tu m'parles ?           | Maitre Gims - Black M                            | 3:37 |
| 14. | Un monde parfait                | Lefa                                             | 3:06 |
| 15. | Même pas l'smic                 | Black M - Lefa - Maitre Gims                     | 3:50 |
| 16. | Faits divers                    | JR O Crom                                        | 3:32 |
| 17. | Anti-tecktonik                  | Adams - Maitre Gims - Maska - Black M            | 4:21 |
| 18. | C'est du déjà vu                | Maitre Gims                                      | 3:32 |
| 19. | 50-50                           | Adams -Lefa                                      | 5:40 |
| 20. | Black Shady                     | Black M                                          | 3:42 |
| 21. | J'me fous de tout               | Doomams                                          | 4:21 |

## Street clips
- Les Chroniques du 75 Épisode 1 : Les Chroniques du mystère / À 30 % (1er décembre 2008)
- Les Chroniques du 75 Épisode 2 : Où sont les kickeurs / Freestyle (31 décembre 2008)
- Les Chroniques du 75 Épisode 3 : Ah ouais paraît que j'suis doué / Même pas l'smic (23 janvier 2009)

## Sample
50-50 (2009) 
Who Wants to Live Forever (Par Queen) (1986)